# Springhill (Nouvelle-Écosse)
Springhill est une ville canadienne située dans le Comté de Cumberland en Nouvelle-Écosse.
Au recensement de 2006, on y a dénombré 3 941 habitants.